# Claes Malmberg
Clas-Peder Malmberg (født 8. april 1961 i Göteborgs Kristine kirkesogn i Göteborg) er en svensk skuespiller og komiker. Han fik sit gennembrud som figuren Ronny Jönsson og har desuden medvirket i forskellige film og tv-serier.

## Filmografi
- Sunes jul (julekalender, 1991)
- Lotte fra Ballademagergaden (1992)
- Lotte flytter hjemmefra (1993)
- Pariserhjulet (1993)
- Rena rama Rolf (tv-serie, 1994-1995)
- Kalle Blomkvist - Mesterdetektiven lever farligt (1996)
- Kalle Blomkvist og Rasmus (1997)
- Pappa Jansson (kortfilm, 2004)
- Rallybrude (2008)
- Saltön (tv-serie, 2010-2017)
- En pilgrims død (tv-serie, 2013)
- Den fjerde mand (tv-serie, 2015)
- Sygeplejerskerne (tv-serie, 2016)
- Helt perfekt (tv-serie, 2019)
- De forbandede år (2020)
- Dancing Queens (2021)
- En hæderlig jul (julekalender, 2021)
- De forbandede år 2 (2022)
- Clark (tv-serie, 2022)